# Ilampillai
Ilampillai är en ort i Indien.   Den ligger i distriktet Salem och delstaten Tamil Nadu, i den södra delen av landet, 1 900 km söder om huvudstaden New Delhi. Ilampillai ligger 274 meter över havet och antalet invånare är 11 308.
Terrängen runt Ilampillai är huvudsakligen platt, men österut är den kuperad. Runt Ilampillai är det mycket tätbefolkat, med 2 103 invånare per kvadratkilometer. Närmaste större samhälle är Salem, 17,3 km öster om Ilampillai. Omgivningarna runt Ilampillai är en mosaik av jordbruksmark och naturlig växtlighet.